# Atalaia (Lourinhã)
Atalaia ist ein Ort und eine ehemalige Gemeinde (Freguesia) im portugiesischen Kreis Lourinhã. Die Gemeinde hatte 1853 Einwohner (Stand 30. Juni 2011).
Mit der Gebietsreform vom 29. September 2013 wurden die Gemeinden Atalaia und Lourinhã zur neuen Gemeinde União das Freguesias de Lourinhã e Atalaia zusammengeschlossen.